# Salina (Oklahoma)
Salina – miasto w Stanach Zjednoczonych, w stanie Oklahoma, w hrabstwie Mayes.